# Don John
Don John (født 1981) er en dansk streetart kunstner født og opvokset på Fyn. Don John er hans kunstnernavn, han foretrækker at være anonym og er kun kendt under sit kunstnernavn. Han arbejder primært med stencilgrafitti. Han er bl.a. kendt for sine muraler (gavlmalerier) i forskellige danske byer. Desuden har har han lavet gavlmalerier i Berlin, Hamborg og Reykjavík.  Hans foretrukne motiv er forholdet mellem mennesker og dyr, f.eks. viser hans værk på Rentemestervej i København en chimpanse, der sidder med en falk på armen, der har fået trukket en hætte over øjnene. Chimpansen har en pensel i hånden og er i gang med at tegne øjne oven på fuglens hætte. Som et led i forberedelserne til en udstilling i Luncmoney Gallery i Aarhus, læste han alle Grimms eventyr for at få inspiration til sine værker. Hans kunst kan også ses på Nattergalevej 71 i København.
Don Johns værker kan ses på vægge i Danmark: Aalborg, København, Odense, I Tyskland: Berlin, Hamborg, München samt i Paris, Reykjavík og Tokyo.

## Udstillinger

### Separatudstillinger
- Rocket gallery, München, 2008
- Luncmoney Gallery, Aarhus, 2011
- Galleri Væg, Aalborg, 2015

### Fællesudstillinger
- Famous when dead gallery, Melbourne, 2009
- Artaq, Lyon, 2011
- Urban Nation, Berlin, 2015